# Heartful
Albums de AAA
DepArture
(2009) Buzz Communication
(2011)
Singles
1. Break Down / Break Your Name / Summer Revolution
Sortie : 2009
2. Hide-away / Hide and Seek / Find You
Sortie : 2009
3. Heart and Soul
Sortie : 2010

Heartful est le 5e album studio du groupe AAA, sorti sous le label Avex Trax le 17 février 2010 au Japon. 

## Développement et sortie
L'album atteint la 3e place du classement de l'Oricon. Il se vend à 42 628 exemplaires la première semaine, et reste classé pendant 5 semaines, pour un total de 50 543 exemplaires vendus. Il sort en format CD et CD-DVD. C'est le 3e album le plus vendu des AAA en 2011. Le second single Hide-away, sorti le 21 octobre 2009 se classe 2e des charts.

## Liste des titres
| 1.  | ♥ (Heartful) (♥ （ハートフル）) | AAA         | AAA              | 1:25 |
| 2.  | Overdrive                       | Kenn Kato   | BounceBack       | 4:06 |
| 3.  | Break Down                      | Leonn       | Miki Fujisue     | 4:46 |
| 4.  | Brand New World                 | HUB         | Toriumi Takeshi  | 4:30 |
| 5.  | Rising Sun                      | BounceBack  | BounceBack       | 4:41 |
| 6.  | Summer Revolution               | Leonn       | BounceBack       | 4:38 |
| 7.  | As I am                         | Leonn       | Hibino Hiroshi   | 5:39 |
| 8.  | ONE                             | Leonn       | Hibino Hiroshi   | 4:35 |
| 9.  | Get It On                       | Matsui Gorô | BounceBack       | 5:04 |
| 10. | Heart and Soul                  | Leonn       | Shinya Saito     | 4:24 |
| 11. | Believe own way                 | HUB         | Daisuke Suzuki   | 5:14 |
| 12. | FIELD                           | BounceBack  | BounceBack       | 5:15 |
| 13. | Metamorphose                    | Leonn       | BounceBack       | 4:17 |
| 14. | Hide-away                       | Leonn       | Mitsuru Igarashi | 4:16 |

| 1.  | Break Down                    |  |
| 2.  | Summer Revolution             |  |
| 3.  | Hide-away                     |  |
| 4.  | Heart and Soul                |  |
| 5.  | FIELD                         |  |
| 6.  | Break Down (Making of)        |  |
| 7.  | Summer Revolution (Making of) |  |
| 8.  | Hide-away (Making of)         |  |
| 9.  | Heart and Soul (Making of)    |  |
| 10. | FIELD (Making of)             |  |

## Classements
| Classement | Meilleure position |
| ---------- | ------------------ |
| Oricon     | 3                  |